# Blaubrustpipra
Der Blaubrustpipra (Chiroxiphia caudata) ist ein südamerikanischer Sperlingsvogel aus der Familie der Schnurrvögel.

## Merkmale

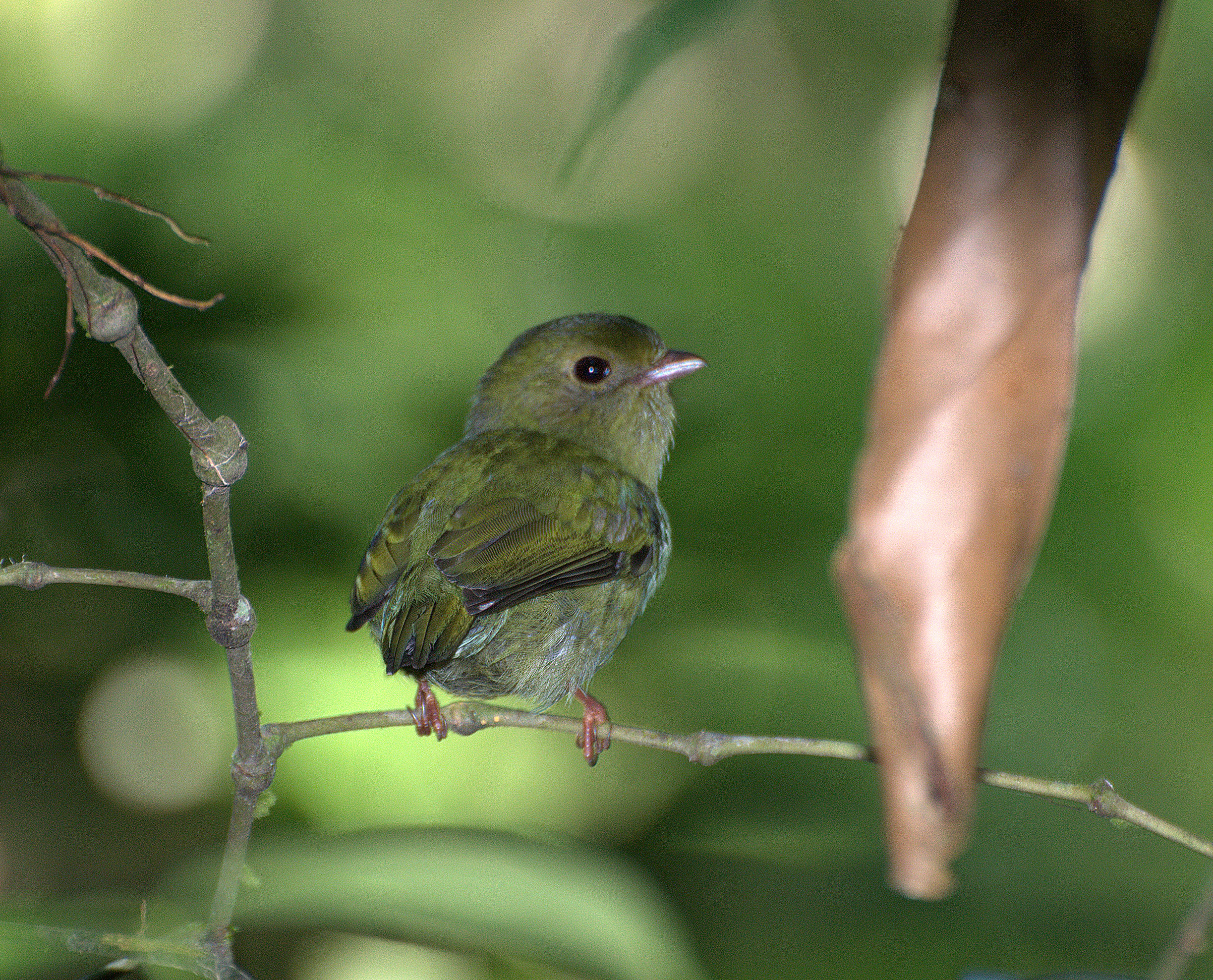
Weibchen der Blaubrustpipra

Das Gefieder des Männchens ist vorwiegend blau gefärbt, mit fast ganz schwarzen Flügeln, schwarzem Kopf, rotem Scheitel und langen blauen Schwanzfedern. Das Weibchen ist mattgrün gefärbt, mit dunklerem Flügelsaum, hellerem Bauch sowie olivgrüner Kehle und Brust.
Der Vogel ernährt sich von Insekten, Beeren und anderen kleinen Früchten.

## Vorkommen

Verbreitungsgebiet der Blaubrustpipra (gelb)

Der Blaubrustpipra lebt in Sekundär- und Regenwäldern in Südost-Brasilien, Ost-Paraguay und in Nordost-Argentinien.

## Fortpflanzung
Bis zu fünfzig Männchen versammeln sich in einer Lichtung  und vollführen Tänze, um Weibchen auf sich aufmerksam zu machen. Zunächst wählt jeder Vogel seinen Platz in den niedrigen Zweigen der umliegenden Bäume und wartet dort, bis er an der Reihe ist. Beim Balztanz gibt jeder Vogel verschiedene Rufe von sich und verursacht mit den Flügeln schwirrende Geräusche. Das Weibchen wählt einen Partner aus und betreibt nach der Paarung den Nestbau, das Bebrüten und die Aufzucht der Jungen alleine. In einem napfförmigen Nest in Zweigen über einem Gewässer werden in der Regel zwei Eier bebrütet.

## Etymologie und Forschungsgeschichte

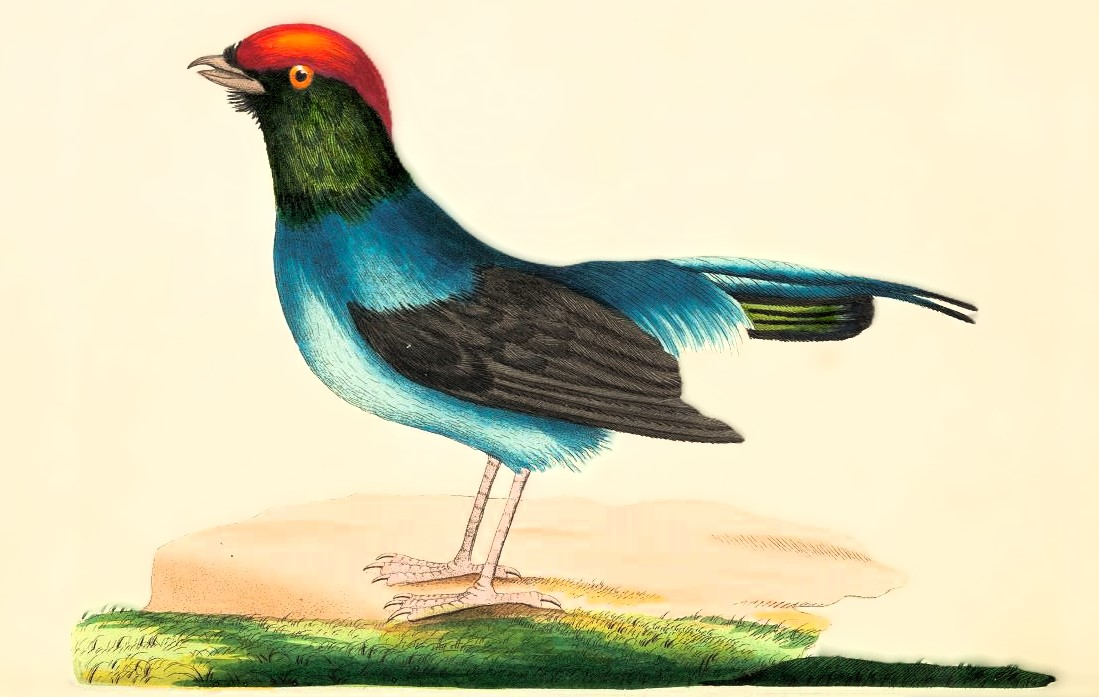
Blaubrustpipra illustriert von Richard Polydore Nodder ist (1770–1820)

Die Erstbeschreibung der Blaubrustpipra erfolgte 1793 durch George Shaw unter dem wissenschaftlichen Namen Pipra caudata. Als Verbreitungsgebiet gab er die wärmeren Gegenden Südamerikas an. 1847 führte Jean Louis Cabanis die Gattung Chiroxiphia ein. Der Begriff leitet sich vom griechischen χειρ, χειρος kheir, kheiros für Hand und ξιφος xiphos für Schwert ab. Der Artname »caudata« hat seinen Ursprung in lateinisch caudatus, cauda ‚-schwänzig, Schwanz‘. Alfred Laubmann lagen für seine Analyse Bälge von der „1. Gran-Chaco-Expedition“ und „3. Gran-Chaco-Expedition“ gesammelt durch Eugen Josef Robert Schuhmacher (1906–1973) vor. So nannte er als Verbreitungsgebiete das Departamento Alto Paraná, Villarrica, Sapucai und Ajos. Unterschiede zu Exemplaren aus dem Südosten Brasiliens konnte er nicht erkennen. Neben Shaw sah er Richard Polydore Nodder als Co-Autor.